# Groene Partij van Zwitserland
De Groene Partij van Zwitserland (Duits: Grüne Partei der Schweiz; Frans: Les Vert-e-s; Italiaans: I Verdi) is een vrij jonge politieke partij, die werd opgericht op 28 mei 1983.
De groene partij is de grootste partij, die niet in de Bondsraad vertegenwoordigd is. De groenen zijn een politieke kracht links van de Zwitserse socialistische partij en worden vooral door vrouwen geleid. De voorzitster is sinds 2020 Balthasar Glättli.
Na een dieptepunt in 1995 bereikten de partij in 2003 het beste resultaat ooit in de verkiezingen met 7,6% van de stemmen en 13 van de 200 zetels van de Nationale Raad. Bij de parlementsverkiezingen van 21 oktober 2007 boekten de Groenen een overwinning. De partij kreeg 9,6% van de stemmen en 20 zetels in de Nationale Raad. Voor het eerst in de geschiedenis werd er ook een kandidaat van de Groenen, te weten Robert Cramer uit het kanton Genève, in de Kantonsraad (eerste kamer van de Bondsvergadering) gekozen.
De partij staat voor sociale, wereldopene en milieuvriendelijke politiek.
De groenen zijn voor echte gelijke rechten tussen man en vrouw, een betaalbare ziektekostenverzekering voor iedereen, voor de herverdeling van rijkdom en armoede, voor een goede samenleving en integratie van Zwitsers en buitenlanders. De partij is tegen genetisch gemodificeerde levensmiddelen, tegen kernenergie en voor de bescherming van het klimaat. De partij is voor vredespolitiek en tegen alle oorlogen, voor een versterkte ontwikkelingssamenwerking en voor een versterking van het sociale draagvlak van de samenleving.
| Standpunt                                                     |
| Pensioengerechtigde leeftijd naar 67 jaar                     |
| Zwangerschapsverlof naar 24 weken                             |
| Meer sociale voorzieningen voor families met een laag inkomen |
| Meer geld naar integratie van migranten                       |
| Strengere inburgeringseisen                                   |
| Verruiming adoptiewetgeving ten gunste van homoseksuele paren |
| Strenge abortuswetgeving                                      |
| Federale belastingverhoging                                   |
| Handhaving moratorium genetische manipulatie                  |
| Geleidelijke afbouw kernenergie                               |
| Een kleiner leger                                             |
| Toetredingsonderhandelingen met de EU                         |
| Actievere buitenlandpolitiek                                  |
| Vrij verkeer van personen tussen Zwitserland en de EU         |
| Invoering federaal minimumloon                                |
| Bron: smartvote.ch[dode link]                                 |

## Fractie
De fractie van de Groene Partij draagt de naam Groene Fractie in de Bondsvergadering en wordt geleid door Balthasar Glättli uit het Zürich.
| Groene Fractie in de Bondsvergadering |                                                            |
| Fractievoorzitter:                    | Balthasar Glättli                                          |
| Partijen:                             | Groene Partij (11/1), Zwitserse Partij van de Arbeid (1/0) |
| Zetels:                               | 13 (Nationale Raad: 12; Kantonsraad: 1)                    |

## Secties
Bij de groene partij in Zwitserland op nationaal niveau hebben de kantonnale partijen veel invloed. Hier volgt een overzicht van de partijen die de landelijke partij vormen of daarmee verbonden zijn:
- Aargau: Grüne Aargau
- Appenzell Ausserrhoden: Grünes Appenzellerland (GRAL)
- Bazel-Stad: Grüne Partei Basel-Stadt en Basels starke Alternative (BastA!)
- Basel-Landschaft: Grüne Baselland
- Bern: Grüne Partei Bern (GPB), Grünes Bündnis en Grüne Freie Liste
- Fribourg: Les Verts fribourgeois / Grüne Freiburg
- Genève: Les Verts - Parti écologiste genevois
- Glarus: Grüne des Kantons Glarus
- Jura: Verts jurassiens
- Luzern: Grünes Bündnis Luzern
- Neuchâtel: Les Verts
- Nidwalden: Demokratisches Nidwalden
- Solothurn: Grüne Kanton Solothurn
- Sankt Gallen: Grüne Kanton St. Gallen
- Schaffhausen: Ökoliberale Bewegung Schaffhausen (ÖBS)
- Thurgau: Grüne Partei Thurgau
- Ticino: I Verdi Ticinesi
- Uri: Grüne Bewegung Uri
- Vaud: Les Verts - Mouvement écologiste vaudois
- Wallis: Parti écologiste valaisan
- Zug: Sozialistisch Grüne Alternative Zug (volgens de website een bevriende organisatie)
- Zürich: Grüne Kanton Zürich en Grüne Stadt Zürich

## Verkiezingsuitslagen
| Zetelverdeling GPS 1987-2019 Nationale Raad |        |      |     |
| Jaar                                        | Zetels | %    | +/− |
| 1987                                        | 9      | 4,88 | 9   |
| 1991                                        | 14     | 6,00 | 5   |
| 1995                                        | 8      | 5,19 | 6   |
| 1999                                        | 9      | 5,01 | 1   |
| 2003                                        | 13     | 7,43 | 4   |
| 2007                                        | 20     | 9,59 | 7   |
| 2011                                        | 15     | 8,40 | 5   |
| 2015                                        | 11     | 7,10 | 4   |
| 2019                                        | 28     | 13,2 | 17  |

| Zetelverdeling GPS 1987-2019 Kantonsraad |        |
| Jaar                                     | Zetels |
| 1987                                     | 0      |
| 1991                                     | 0      |
| 1995                                     | 0      |
| 1999                                     | 0      |
| 2003                                     | 0      |
| 2007                                     | 2      |
| 2011                                     | 2      |
| 2015                                     | 1      |
| 2019                                     | 5      |